# Zimbabwea saxicola
Zimbabwea saxicola is een rechtvleugelig insect uit de familie veldsprinkhanen (Acrididae). De wetenschappelijke naam van deze soort is voor het eerst geldig gepubliceerd in 1949 door Miller.